# Harry Potter och Fenixorden (film)
Harry Potter och Fenixorden är en brittisk fantasyfilm och den femte Harry Potter-filmen. Den regisserades av David Yates och är baserad på boken med samma namn av J.K. Rowling. Daniel Radcliffe, Rupert Grint och Emma Watson står, som i de tidigare filmerna, för huvudrollerna. Det var också den sista filmen som blev dubbad till svenska.

## Handling
Harrys femte år på Hogwarts blir det mörkaste hittills, för under det tredje momentet i den magiska trekampen i slutet av året innan såg han Voldemort återuppstå med hjälp av Harrys blod, och han måste rusta sig, dels mot Voldemort, dels mot dem som kallar honom lögnare eller bluffmakare.
Harrys äventyr börjar före skolan, när han måste försvara sig och sin kusin Dudley Dursley då de båda blir attackerade av dementorer. Trolldomsministeriet ställer Harry inför domstol, eftersom det är olagligt att använda magi utanför skolan Hogwarts innan man är myndig. Dumbledore hjälper honom, dock går han iväg innan Harry får en chans att prata med honom. Efter det får han se Fenixordens högkvarter, som ligger på Grimmaldiplan nummer 12, där han också träffar familjen Weasley och Hermione Granger.
Tillbaka på Hogwarts är ingenting sig likt. Hagrid är borta, och de har fått en ny lärare i försvar mot svartkonster, professor Dolores Umbridge. Harry säger emot henne på hennes lektion och får kvarsittning, som innebär att han ska sitta och skriva "Jag får inte tala osanning" med en speciell penna som ristar in budskapet på ovansidan av Harrys vänstra hand. 
Det gör inte saken bättre att Harry drömmer att han vandrar i en lång korridor, och i slutet av den är det en dörr som Harry väldigt gärna vill öppna. Trolldomsministeriet och The Daily Prophet för ut propaganda, som påstår att Voldemort inte har återkommit. Dolores Umbridge, som är på Trolldomsministeriets sida och inte tror på att Voldemort återvänt, förbjuder eleverna på Hogwarts att diskutera huruvida Voldemort återvänt. Då bildar Harry, tillsammans med Hermione och Ron Dumbledores Armé, för att lära eleverna att försvara sig mot Dödsätarna och Voldemort. Umbridge tillåter nämligen inte eleverna att lära sig använda magi på hennes lektioner; det enda de får göra är att läsa ur en bok. Trolldomsministern Cornelius Fudge tror att Hogwarts rektor, Albus Dumbledore, försöker mobilisera eleverna mot ministeriet för att Dumbledore ska kunna ta över posten som Trolldomsminister. Därför får eleverna inte lära sig någon magi på Umbridges lektioner; Fudge tror att de skulle använda den mot ministeriet.
Voldemort lyckas lura Harry till Mysterieavdelningen på Trolldomsministeriet, där en profetia om Voldemort och Harry finns, och som Voldemort vill åt. På Ministeriet utkämpas sedan en grym strid. Efter den måste Trolldomsministern erkänna att Voldemort finns, eftersom han själv såg honom.
Detta är den andra av filmerna i vilken Harry får kärleksproblem. Han blev kär i Cho Chang i den fjärde filmen, och de kysste varandra under en mistel efter ett DA-möte i den femte filmen.

## Roller
| Karaktär                                             | Skådespelare             | Svensk röst             |
| Huvudroller                                          | Huvudroller              | Huvudroller             |
| ---------------------------------------------------- | ------------------------ | ----------------------- |
| Harry Potter                                         | Daniel Radcliffe         | Niels Pettersson        |
| Ron Weasley                                          | Rupert Grint             | Jesper Adefelt          |
| Hermione Granger                                     | Emma Watson              | Norea Sjöquist          |
| Hogwarts personal                                    |                          |                         |
| Argus Filch                                          | David Bradley            | Mikael Roupé            |
| Wilhelmina Grubbly-Plank                             | Apple Brook              | –                       |
| Rubeus Hagrid                                        | Robbie Coltrane          | Allan Svensson          |
| Filius Flitwick                                      | Warwick Davis            | Dick Eriksson           |
| Albus Dumbledore                                     | Michael Gambon           | Torsten Wahlund         |
| Severus Snape                                        | Alan Rickman             | Adam Fietz              |
| Minerva McGonagall                                   | Maggie Smith             | Christina Schollin      |
| Dolores Umbridge                                     | Imelda Staunton          | Jennie Jahns            |
| Sibylla Trelawney                                    | Emma Thompson            | My Holmsten             |
| Hogwarts elever                                      |                          |                         |
| Padma Patil                                          | Afshan Azad              | Ellen Fjæstad           |
| Parvati Patil                                        | Shefali Chowdhury        | Ellen Fjæstad           |
| Dean Thomas                                          | Alfred Enoch             | Emil Smedius            |
| Draco Malfoy                                         | Tom Felton               | Lucas Krüger            |
| Gregory Goyle                                        | Joshua Herdman           | Tobias Swärd            |
| Cho Chang                                            | Katie Leung              | Mikaela Ardai Jennefors |
| Neville Longbottom                                   | Matthew Lewis            | Adam Giertz             |
| Luna Lovegood                                        | Evanna Lynch             | Emelie Clausen          |
| Nigel Wolpert                                        | William Melling          | Carl-Magnus Lilljedahl  |
| Seamus Finnigan                                      | Devon Murray             | Emil Sjöström           |
| "Slightly Creepy Boy"                                | Ryan Nelson              | –                       |
| Fred Weasley                                         | James Phelps             | Leo Hallerstam          |
| George Weasley                                       | Oliver Phelps            | Leo Hallerstam          |
| Zacharias Smith                                      | Nick Shrim               | –                       |
| Vincent Crabbe                                       | Jamie Waylett            | Tobias Swärd            |
| Ginny Weasley                                        | Bonnie Wright            | Annika Barklund         |
| Personal vid Trolldomsministeriet                    |                          |                         |
| Cornelius Fudge                                      | Robert Hardy             | Guy de la Berg          |
| Kingsley Shacklebolt                                 | George Harris            | Mikael Roupé            |
| John Dawlish                                         | Richard Leaf             | –                       |
| Percy Weasley                                        | Chris Rankin             | Ole Ornered             |
| Mafalda Hopkirk                                      | Jessica Stevenson (röst) | Sharon Dyall            |
| Nymphadora Tonks                                     | Natalia Tena             | Anna Engh               |
| Amelia Bones                                         | Sian Thomas              | Jennie Jahns            |
| Arthur Weasley                                       | Mark Williams            | Jonas Bergström         |
| Fenixordenmedlemmar                                  |                          |                         |
| Alastor "Monsterögat" Moody                          | Brendan Gleeson          | Fredrik Dolk            |
| Arabella Figg                                        | Kathryn Hunter           | Ewa Fröling             |
| Aberforth Dumbledore                                 | Jim McManus              | –                       |
| Sirius Black                                         | Gary Oldman              | Peter Sjöquist          |
| Remus Lupin                                          | David Thewlis            | Jan Mybrand             |
| Molly Weasley                                        | Julie Walters            | Susanne Barklund        |
| Nymphadora Tonks                                     | Natalia Tena             | Anna Engh               |
| Kingsley Shacklebolt                                 | George Harris            | Mikael Roupé            |
| Arthur Weasley                                       | Mark Williams            | Jonas Bergström         |
| Albus Dumbledore                                     | Michael Gambon           | Torsten Wahlund         |
| Severus Snape                                        | Alan Rickman             | Adam Fietz              |
| Minerva McGonagall                                   | Maggie Smith             | Christina Schollin      |
| Voldemort och Dödsätarna                             |                          |                         |
| Bellatrix Lestrange                                  | Helena Bonham Carter     | Sharon Dyall            |
| Lord Voldemort                                       | Ralph Fiennes            | Andreas Nilsson         |
| Lucius Malfoy                                        | Jason Isaacs             | Dick Eriksson           |
| Icke-mänskliga                                       |                          |                         |
| Graup                                                | Tony Maudsley (röst)     | –                       |
| Krake                                                | Timothy Bateson (röst)   | Claes Ljungmark         |
| Bane                                                 | Jason Piper              | –                       |
| Magorian                                             | Michael Wildman          | –                       |
| Mugglare                                             |                          |                         |
| Piers Polkiss                                        | Jason Boyd               | –                       |
| Vernon Dursley                                       | Richard Griffiths        | Lars Amble              |
| Malcolm                                              | Richard Macklin          | –                       |
| Dudley Dursley                                       | Harry Melling            | –                       |
| Petunia Dursley                                      | Fiona Shaw               | Irene Lindh             |
| Karaktärer från Snapes minnen (Minnessållet i boken) |                          |                         |
| Unge Severus Snape                                   | Alec Hopkins             | –                       |
| Unge Peter Pettigrew                                 | Charles Hughes           | –                       |
| Unge James Potter                                    | Robbie Jarvis            | Kristian Ståhlgren      |
| Unga Lily Evans                                      | Susie Shinner            | –                       |
| Unge Remus Lupin                                     | James Utechin            | –                       |
| Unge Sirius Black                                    | James Walters            | –                       |

## Filmmusikalbum
Harry Potter och Fenixorden är det officiella filmmusikalbumet till filmen med samma namn. Det gavs ut den 10 juli 2007, dagen före filmens premiär i England. Nicholas Hooper skrev de 18 spåren som finns med på skivan. Hooper efterträdde John Williams, som gjorde musiken till de första tre filmerna, och Patrick Doyle som gjorde det fjärde.
Läs mer...

## Utmärkelser
- National Movie Awards
- Best Movie - Harry Potter och Fenixorden
- Best performance - Male - Daniel Radcliffe
- Best performance - Female - Emma Watson